# Pasquale Abate
Pasquale Abate (San Fili, 16 aprile 1813 – Cosenza, 2 settembre 1837) è stato un patriota italiano.

## Biografia
Trasferitosi a Cosenza, visse in stato di indigenza benché fosse figlio di un proprietario terriero. Partecipò ai moti rivoluzionari di Cosenza del 1837, recandosi nei pressi di Castiglione Cosentino e San Pietro in Guarano per verificare il sostegno all'iniziativa della popolazione e degli altri congiurati. I moti iniziarono il 22 luglio con tumulti al carcere cittadino, e proseguirono il 31 luglio con un tentativo di insurrezione locale, facilmente sedato dalle truppe regie. Per la sua partecipazione Abate fu arrestato poco dopo, il 3 agosto 1837.
I liberali, per far insorgere la popolazione, avevano anche sostenuto che la responsabilità dell'epidemia di colera, che si era diffusa allora, fosse da addossare al governo borbonico: per ritorsione, le autorità accusarono a loro volta i rivoluzionari di «aver sparso sostanze venefiche onde avvalorare la promulgazione di voci allarmanti e tendenti a sovvertire l'ordine pubblico».
Abate fu sottoposto a processo da parte di una corte marziale creata dall'intendente De Liguori, dopo che il difensore Gaetano Bova aveva infruttuosamente tentato di sottoporre il suo assistito alla giurisdizione di una corte civile. Abate fu condannato a morte il 31 agosto, e fu fucilato due giorni dopo, assieme ad altri patrioti: l'ufficiale Luigi Stumpo, il sacerdote Luigi Belmonte, Carmine Scarpelli e Luigi Clusi.